# Dänische Faustballnationalmannschaft der Männer
Die dänische Faustballnationalmannschaft der Männer ist die von den Trainern getroffene Auswahl dänischer Faustballspieler. Sie repräsentieren ihr Land auf internationaler Ebene bei Veranstaltungen der European Fistball Association und der International Fistball Association.

## Geschichte
Faustball genoss in den 50er Jahren einen hohen Stellenwert und wurde annähernd in jedem Dorf wie auch in den Sportvereinen der deutschen Minderheit aktiv betrieben. Ende der 60er Jahre war in Nordschleswig der Handball auf dem Vormarsch und verdrängte zunehmend den Faustballsport aus den Vereinen. Zum damaligen Zeitpunkt wurde versäumt, sich um die Nachwuchsarbeit zu kümmern. So kam es zu einer zwischenzeitlichen Dürrephase in Hinblick auf die Faustballaktivitäten. Zwar nahmen einige Vereine sporadisch an Turnieren in Schleswig-Holstein teil, jedoch war das Aktivitätsniveau nicht annähernd auf gleichem Level wie in den Nachkriegsjahren.
Im Mai 1987 erlebte der nordschleswigsche Faustballsport eine Renaissance. Unter anderem Günter Haagensen aus Tondern und einzelne deutsche Vereine waren an dieser Wiederbelebungsinitiative beteiligt, die von Vereinen aus Nordfriesland/Deutschland unterstützt wurde. So konnten ab 1988 zum ersten Mal seit langem wieder Nordschleswig-Meisterschaften sowie Turniere durchgeführt werden. Auch wurde von 1988 bis 2007 am Ligabetrieb in Schleswig-Holstein teilgenommen.
Die Entwicklung des Faustballsports in Dänemark wurde oftmals von Einzelpersonen aus Nordschleswig und aus Deutschland unterstützt und vorangetrieben. Dazu zählten auch der Trainer Uwe Jörck und der Herausgeber der Faustballzeitschrift „Faustball-Sport“ Heino Kreye. Gerade dieser war maßgeblich daran beteiligt, die deutschen Nordschleswiger zu animieren, für Dänemark an der WM 1990 in Österreich teilzunehmen. Es folgten Weltmeisterschaft mit nordschleswigsch-dänischer Beteiligung 1992, 1995, 1999, 2003 und ein letztes Mal 2007. In der letzten Phase war der deutsche Trainer Olaf Neuenfeld maßgeblich an der Qualitätssteigerung des Teams beteiligt.
Doch wie Ende der 60er war nach 2007 auch mehr oder weniger Schluss. Wieder fehlte die Nachwuchsarbeit.

## Team Nordschleswig
Der aktuelle dänische Faustballverband hat sich aus dem Team Nordschleswig entwickelt. 2016 gab es eine reine Fußballauswahl der deutschen Minderheit in Dänemark, die sich zu einer Erfolgsgeschichte entwickelt. Neben Fußball und Handball soll auch der Faustballsport in Nordschleswig gefördert – und spätestens 2019 an den Weltmeisterschaften in der Schweiz teilgenommen werden.

## Internationale Erfolge
Bereits von 1990 bis 2007 war der dänische Faustball bei internationalen Wettbewerben vertreten. Größter Erfolg war die Qualifikation und Teilnahme an den World Games 2005 in Deutschland.

### Weltmeisterschaften
1990 nahm eine dänische Faustballauswahl erstmals an Weltmeisterschaften teil. Es folgten Weltmeisterschaft mit nordschleswigsch-dänischer Beteiligung 1992, 1995, 1999, 2003 und ein letztes Mal 2007.
- 1990 in  Österreich: 11. Platz (von 11)
- 1992 in  Chile: 10. Platz (von 10)
- 1995 in  Namibia: 9. Platz (von 10)
- 1999 in der  Schweiz: 10. Platz (von 12)
- 2003 in  Brasilien: 6. Platz (von 10)
- 2007 in  Deutschland: 9. Platz (von 12)
- 2019 in der  Schweiz: 12. Platz (von 18)[3]

### Europameisterschaften
- 1996 in  Österreich: 6. Platz (von 6)
- 1998 in  Deutschland: 6. Platz (von 6)
- 2000 in  Österreich: 5. Platz (von 7)
- 2002 in  Deutschland: 5. Platz (von 6)
- 2004 in der  Schweiz: 4. Platz (von 6)
- 2006 in  Österreich: 4. Platz (von 5)
- 2018 in  Deutschland: 7. Platz (von 10)[4]
- 2020 in  Italien:

## Aktueller Kader
Mit diesem Kader startete Dänemark bei der Europameisterschaft 2018 in Adelmannsfelden:
| Nr.     | Name             | Jahrgang | Ort      |         |         |         |         |
| Angriff | Angriff          | Angriff  | Angriff  | Angriff | Angriff | Angriff | Angriff |
| ------- | ---------------- | -------- | -------- | ------- | ------- | ------- | ------- |
| 1       | Kurt Asmussen    | 1984     |          |         |         |         |         |
| 6       | Florian Wittmann | 1992     | Odense   |         |         |         |         |
| 4       | Nik Thulstrup    | 1987     | Kraulund |         |         |         |         |
| Zuspiel |                  |          |          |         |         |         |         |
| 3       | Jasper Andresen  | 1985     | Uk       |         |         |         |         |
| 5       | Thore Neujeck    | 1990     | Fröslee  |         |         |         |         |
| Abwehr  |                  |          |          |         |         |         |         |
| 2       | Kim Johannsen    | 1984     | Aarhus   |         |         |         |         |
| 9       | Torsten Lorenzen | 1991     | Aarhus   |         |         |         |         |
| 8       | Uffe Iwersen     |          |          |         |         |         |         |

### Trainer
Als Trainer ist für die Mannschaften seit 2017 Roland Schubert, ehemaliger U18-Bundestrainer in Deutschland, zuständig. Unterstützung erhält er dabei von Co-Trainer Sören Nissen aus Schleswig-Holstein.
| Name            | Funktion          |
| --------------- | ----------------- |
| Roland Schubert | Nationaltrainer   |
| Sören Nissen    | Co-Trainer        |
| Peter Feies     | Betreuer          |
| Riklef Merz     | Physiotherapeut   |
| Lasse Tästensen | Delegationsleiter |